# The Souvenir Part II
The Souvenir Part II es una película dramática de 2021, escrita y dirigida por Joanna Hogg . Es una secuela de The Souvenir (2019). Está protagonizada por Honor Swinton Byrne, Jaygann Ayeh, Richard Ayoade, James Spencer Ashworth, Harris Dickinson, Charlie Heaton, Joe Alwyn y Tilda Swinton .
La película tuvo su estreno mundial en el Festival de Cine de Cannes el 8 de julio de 2021. Fue lanzado en los Estados Unidos el 29 de octubre de 2021 por A24, y fue lanzado en el Reino Unido el 4 de febrero de 2022 por Picturehouse Entertainment . La película recibió elogios de la crítica.

## Argumento
Julie, aún conmovida por la sobredosis mortal de su amante Anthony, se queda con sus padres durante unos días, donde informa a su madre de que se le ha retrasado el periodo. Pronto vuelve a su piso y a la escuela de cine. Más tarde, visita a los padres de Anthony, James y Barbara, para devolverles algunas de sus pertenencias, al tiempo que aprende de ellos qué tipo de persona era Anthony, aunque sus padres revelan que sabían muy poco de su hijo.
Mientras está en un estudio de cine donde sus amigos Marland y Garance están trabajando en sus últimas películas estudiantiles, Julie conoce a Jim, uno de los actores de la película de Marland. Tienen sexo esa noche, y Julie tiene su período mientras Jim le practica el cunnilingus. Luego visita a los amigos adictos de Anthony, incluido el que encontró en su apartamento, para conocer su paradero en sus últimas horas, aunque Suzie, una de las adictas, no lo dice.
Julie presenta un nuevo carrete y un guion para su última película estudiantil a la junta escolar, pero la critican duramente, citando la falta de una narrativa clara y un guion con formato inadecuado, y le informan que no respaldarán su película si continúa. adelante con eso Pasa más tiempo con sus padres, durante el cual sondea a Rosalind sobre sus pensamientos sobre Anthony y la información sobre la última vez que lo vio. Rosalind afirma que su último encuentro fue en su mayoría sin incidentes, pero agradable. También dice que le tenía cariño y que estaba profundamente disgustada por Julie cuando se enteró de su fallecimiento.
En secreto de la escuela y utilizando su estudio y equipo, Julie decide seguir adelante con su película, que es un relato semiautobiográfico de su relación con Anthony. Garance convence a Julie de elegir a Pete, un actor de teatro joven y talentoso, como "Alfie", mientras que Julie le pide a Garance que interprete a "Julie". La dirección de Julie rápidamente se convierte en un punto de consternación para el elenco y el equipo, ya que Julie no comunica adecuadamente sus ideas a los actores y no tiene una trama de iluminación consistente. Pete le dice a Julie que sospecha que ella no puede reconciliar a la persona que era Anthony con la persona que Julie vio a Anthony.
Mientras se reúne con su editor, Max, él obtiene más información sobre Anthony de ella, donde habla sobre la relación entre ella y los padres de Anthony y cómo se han afligido por él, y Max le aconseja que no cargue con el peso de sus pérdidas individuales. Más tarde, Julie recibe una llamada de Barbara, quien le informa que James fue hospitalizado por un derrame cerebral. Hablando con su terapeuta, lidia con si realmente amaba a Anthony o si solo anhelaba la compañía de alguien fuera de su círculo de amigos y familiares, y el terapeuta le dice que debe vivir su vida y continuar encontrando ese nivel de compañía.
Eventualmente, Julie estrena su película, titulada The Souvenir, para su clase y la junta escolar, durante la cual imagina una secuencia onírica en la que confronta metafóricamente los errores de Anthony contra ella y recibe ayuda de sus amigos y familiares para dejarlo ir.
Años más tarde, Julie, ahora directora de videos musicales, celebra su 30 cumpleaños en su departamento con amigos de la escuela de cine. Luego se muestra que la escena se desarrolla dentro del estudio de la escuela de cine con un equipo que rodea el set donde se lleva a cabo la fiesta. Una voz dice, “Corten”, cuando termina la película.

## Reparto
- Honor Swinton Byrne como Julie
- Tilda Swinton como Rosalinda
- Jaygann Ayeh como Marland
- Richard Ayoade como Patricio
- Ariane Labed como Garance
- James Spencer Ashworth como William
- Harris Dickinson como Pete
- Charlie Heaton como Jim
- Joe Alwyn como Max
- Gala Botero como Suzie
- Bárbara Peirson como Bárbara
- James Dodds como James
- Tom Burke como Anthony (sin acreditar)

## Producción
En mayo de 2017, se anunció que Honor Swinton Byrne, Robert Pattinson, Tilda Swinton, Richard Ayoade y Ariane Labed se habían unido al elenco de la película, con Joanna Hogg dirigiendo a partir de un guion que ella escribió. Luke Schiller, Ed Guiney, Rose Garnett, Lizzie Francke, Emma Norton, Andrew Lowe, Martin Scorsese y Emma Tillinger Koskoff serán los productores de la película bajo sus marcas Element Pictures, BBC Films y Sikelia Productions, respectivamente.
En enero de 2019, A24 adquirió los derechos de distribución de la película. En junio de 2019, Pattinson abandonó la película debido a conflictos de programación con The Batman . En agosto de 2019, se anunció que Charlie Heaton, Harris Dickinson y Joe Alwyn se habían unido al elenco de la película, con Heaton y Dickinson reemplazando a Pattinson.
La fotografía principal comenzó el 3 de junio de 2019. La filmación terminó en julio de 2019.

## Lanzamiento
En marzo de 2021, Picturehouse Entertainment adquirió los derechos de distribución de la película en el Reino Unido e Irlanda. Tuvo su estreno mundial en el Festival de Cine de Cannes en la sección Quincena de Realizadores el 8 de julio de 2021. Fue lanzado en los Estados Unidos el 29 de octubre de 2021. Fue lanzado en el Reino Unido el 4 de febrero de 2022.

### Respuesta crítica
La película recibió elogios generalizados de la crítica. En Rotten Tomatoes, la película tiene un índice de aprobación del 92 % según 130 reseñas críticas, con una calificación promedio de 8.3/10. El consenso crítico del sitio web dice: "Basándose en otra excelente actuación de Honor Swinton Byrne, The Souvenir Part II continúa su historia con una profunda complejidad emocional y una narración elegante". En Metacritic, la película tiene una puntuación media ponderada de 90 basada en 39 reseñas de críticos, lo que indica "aclamación universal".
Peter Bradshaw de The Guardian describió la película como un "autorretrato increíblemente luminoso de la cineasta cuando era joven" y le otorgó las cinco estrellas completas. La película recibió elogios similares de Guy Lodge of Variety, quien describió la película de Hogg como "una continuación deslumbrante y frágil de su aturdidor semiautobiográfico de la mayoría de edad de 2019".

### Premios y nominaciones
| Otorgar                                  | Fecha de la ceremonia   | Categoría                              | Destinatarios                                                   | Resultado                                                            |
| ---------------------------------------- | ----------------------- | -------------------------------------- | --------------------------------------------------------------- | -------------------------------------------------------------------- |
| Festival de cine de cannes               | 16 de julio de 2021     | Premio Palm Dog                        | rosa, dora y oso de nieve                                       | Ganador                                                              |
| Premios de Cine Independiente de Gotham  | 29 de noviembre de 2021 | Mejor Largometraje Internacional       | El recuerdo Parte II                                            | Nominado                                                             |
| Premios del Cine Independiente Británico | 5 de diciembre de 2021  | Mejor película independiente británica | Joanna Hogg, Ed Guiney, Emma Norton, Andrew Lowe, Luke Schiller | Nominado Nominado Nominado Nominado Ganador Ganador Nominado Ganador |
| Premios del Cine Independiente Británico | 5 de diciembre de 2021  | mejor director                         | joanna hogg                                                     | Nominado Nominado Nominado Nominado Ganador Ganador Nominado Ganador |
| Premios del Cine Independiente Británico | 5 de diciembre de 2021  | Mejor guion                            | joanna hogg                                                     | Nominado Nominado Nominado Nominado Ganador Ganador Nominado Ganador |
| Premios del Cine Independiente Británico | 5 de diciembre de 2021  | Mejor actor de reparto                 | ricardo ayoade                                                  | Nominado Nominado Nominado Nominado Ganador Ganador Nominado Ganador |
| Premios del Cine Independiente Británico | 5 de diciembre de 2021  | Mejor actriz de soporte                | Tilda Swinton                                                   | Nominado Nominado Nominado Nominado Ganador Ganador Nominado Ganador |
| Premios del Cine Independiente Británico | 5 de diciembre de 2021  | Mejor diseño de vestuario              | gracia snell                                                    | Nominado Nominado Nominado Nominado Ganador Ganador Nominado Ganador |
| Premios del Cine Independiente Británico | 5 de diciembre de 2021  | Mejor edición                          | Helle le Fevre                                                  | Nominado Nominado Nominado Nominado Ganador Ganador Nominado Ganador |
| Premios del Cine Independiente Británico | 5 de diciembre de 2021  | Mejor maquillaje y diseño de cabello   | Siobhan Harper-Ryan                                             | Nominado Nominado Nominado Nominado Ganador Ganador Nominado Ganador |
| Premios del Cine Independiente Británico | 5 de diciembre de 2021  | Mejor diseño de producción             | Stéphane Collonge                                               | Nominado Nominado Nominado Nominado Ganador Ganador Nominado Ganador |